# Родзиньская, Мария Юлия
Мария Юлия Родзиньская (пол. Maria Julia Rodzińska OP, 16 марта 1899, Навоёва, Малопольское воеводство — 20 февраля 1945, Штуттгоф, Поморское воеводство) — блаженная Римско-католической церкви, монахиня из женской монашеской конгрегации «Сёстры Святого Доминика». Входит в число 108 блаженных польских мучеников, беатифицированных римским папой Иоанном Павлом II во время его посещения Варшавы 13 июня 1999 года.

## Биография
В 1916 году вступила в монастырь сестёр-доминиканок, находящийся в Тарнобжеге. 5 августа 1924 года приняла монашеские обеты. В этом же году окончила педагогическое образование. С 1922 года работала учительницей в Вильно. С 1934 года занималась благотворительной деятельностью с сиротами.
После начала Второй мировой войны тайным образом обучала детей польскому языку, истории, вела благотворительную деятельность. В 1943 году была арестована гестапо и интернирована в концентрационный лагерь Штуттгоф, где умерла 20 февраля 1945 года. Её лагерный номер — 40992.

## Прославление
13 июня 1999 года была беатифицирована римским папой Иоанном Павлом II вместе с другими польскими мучениками Второй мировой войны.
День памяти — 12 июня.